# Harry Jonsson
Harry Alfred Jonsson, född 4 oktober 1937 i Hudiksvalls församling i Gävleborgs län, död 10 april 2023, var en svensk ekonom, skatteexpert och företagsledare. 
Han har utgivit skatteinformationer och författat "Skatteplanering i fåmansbolag" (Studentlitteratur) och "Skatteplanering i mindre företag" (Svenska Arbetsgivareföreningen, SAF). Han har även tillsammans med medarbetaren Sigge Siggesson Strömberg författat "Skatter", serie Företagarhandboken. Delförfattare till "Entreprenören i högsätet" (huvudförfattare f generaldirektören Rune Berggren, Den nya välfärden 1997).
Harry Jonson var styrelseledamot i bland andra AB J. Pehrson & Co, Svenska Mc Donald's AB, Centrumutveckling AB och tidigare börsnoterade fastighetsbolaget Anders Nisses AB. Han var 1968–1994 VD i Skattetekniska byrån AB med dotterbolag.